# Kravallerna i Rosengård 2008
Kravallerna i Rosengård inträffade i december 2008 i Malmöstadsdelen Rosengård. Islamiska kulturföreningen hade sedan 1992 hyrt en lokal, där de upprättat en moské för bönemöten och andra aktiviteter. Konflikten blossade upp när föreningen lämnat lokalen efter att deras hyreskontrakt inte förlängts och protesterande ungdomar ockuperade moskén i protest. Fastighetsägarna polisanmälde ockupationen och polisen verkställde en utrymning och blockering av lokalen.

## Bakgrund
I oktober 2006 valde bostadsbolaget Contentus att inte förlänga hyreskontraktet för lokalen på Rosengårdsområdet Herrgården. I lokalen huserade ett femtontal föreningar med olika aktiviteter, bland annat Islamiska kulturföreningens moské. Lokalen skulle istället användas av Rosengård stadsdelsförvaltning tillsammans med Contentus, MKB och Gröningen för att lära nyanlända flyktingar om  en lägenhet i Sverige och hanterar tvättstugor. Den 31 augusti 2007 löpte hyreskontraktet ut, men efter en förlikning med Hyresnämnden fick föreningen ytterligare ett halvår på sig att hitta en ny lokal. Den 24 november 2008 överlämnade föreningen, efter ytterligare uppgörelser och tidsfrister, slutligen nycklarna till hyresvärden, varpå ungdomar ockuperade lokalerna. Det formella skälet till uppsägningen är att kulturföreningen använt "lokalerna på annat sätt än det i kontraktet avtalat". Enligt andra uppgifter saknade även lokalen bygglov.

## Konflikten
Fastighetsägaren och Kronofogden tog hjälp av polisen för att avhysa ockupanterna. Mellan 50 och 100 pojkar och män fick med hjälp av stenkastning och fyrverkeriavlossning polis och brandmän att dra sig tillbaka och enligt några av ungdomarna på plats skulle situationen kunna lösas om man fick tillbaka sin moské. Samtidigt som kravallerna pågick spreds oroligheterna till Tensta och Husby i nordvästra Stockholm. Ungdomar kastade sten mot räddningstjänsten och flera bränder anlades. Fredagen den 19 december anlände förstärkning från Stockholm och Göteborg till Rosengård.
Oroligheter förekom nätterna mellan den 18-19 och 19-20 december. Händelserna omfattade anlagda bränder på lastvagnar, bilar och soptunnor, bombhot och hemmagjorda slangbomber mot poliserna. Polis och lokalpolitiker menar att det främst var de autonoma demonstranterna som låg bakom bråk och vandalism, och särskilt Antifascistisk aktion pekades ut. Polisen grep en aktivist med koppling till AFA och omhändertog arton under den första natten som oroligheterna pågick. En aktivist uppgav att de var där som "ideologiskt stöd" och att aktivister bara var en minoritet av deltagarna i aktiviteten.
Sveriges Muslimska Råd bjöd in till ett krismöte i polishuset där Islamiska Förbundet i Malmö, Malmö unga muslimer, Månens scoutkår, Studieförbundet Ibn Rushd, Stödkliniken, Quranläsares förening och Malmö Millî Görüş deltog.
Islamiska kulturföreningen och sju andra föreningar gick den 19 december ut med ett pressmeddelande där de tog avstånd från oroligheterna. Oroligheterna upphörde efter att cirka 200 vuxna skickades ut för att tala med ungdomar och deras familjer.

## Uppföljning
På uppdrag av Myndigheten för samhällsskydd och beredskap (MSB) gjorde forskare vid Malmö högskola en undersökning om orsakerna till konflikten, resultatet blev forskningsrapporten Varför kastar de sten? Om konflikter och erkännande. I den konsterades att stenkastning mot räddningstjänsten hade låg social acceptans bland ungdomar i området, men gjordes ändå för att locka dit polisen vilka sågs som de primära motståndarna.